# TLC: Tables, Ladders and Chairs (2019)
L'édition 2019 de TLC: Tables, Ladders and Chairs est un Premium Live Event de catch (lutte professionnelle) produit par la World Wrestling Entertainment, une fédération de catch américaine qui est télédiffusée et visible en paiement à la séance sur le WWE Network. L'événement a eu lieu le 15 décembre 2019 au Target Center à Minneapolis (Minnesota). Il s'agit de la 11e et avant-dernière édition de TLC: Tables, Ladders and Chairs.

## Contexte
Les spectacles de la World Wrestling Entertainment (WWE) sont constitués de matchs aux résultats prédéterminés par les scénaristes de la WWE. Ces rencontres sont justifiées par des storylines – une rivalité avec un catcheur, la plupart du temps – ou par des qualifications survenues dans les shows de la WWE tels que Raw et SmackDown. Tous les catcheurs possèdent une gimmick, c'est-à-dire qu'ils incarnent un personnage gentil (Face) ou méchant (Heel), qui évolue au fil des rencontres. Un événement comme TLC: Tables, Ladders and Chairs est donc un événement tournant pour les différentes storylines en cours,.

## Tableau des matchs
| Ordre par numéros | Résultat | Stipulation(s)                                                   | Temps |
| --- | --- | ---------------------------------------------------------------- | ----- |
| 1P | Humberto Carrillo bat Andrade (avec Zelina Vega)                                                                             | Match simple                                                     | 12:45 |
| 2 | The New Day (Big E et Kofi Kingston) (c) bat The Revival (Dash Wilder et Scott Dawson)                                       | Ladder match pour les WWE SmackDown Tag Team Championship        | 19:20 |
| 3 | Aleister Black bat Buddy Murphy                                                                                              | Match simple                                                     | 13:45 |
| 4 | The Viking Raiders (Erik et Ivar) (c) contre The O.C (Luke Gallows et Karl Anderson) se termine en double décompte extérieur | Tag Team match pour les WWE Raw Tag Team Championship            | 8:30  |
| 5 | King Corbin bat Roman Reigns                                                                                                 | TLC match                                                        | 22:20 |
| 6 | Bray Wyatt bat The Miz | Match simple Le WWE Universal Championship n'est pas mis en jeu. | 6:40  |
| 7 | Bobby Lashley (avec Lana) bat Rusev                                                                                          | Tables match                                                     | 13:30 |
| 8 | The Kabuki Warriors (Asuka et Kairi Sane) (c) battent Becky Lynch et Charlotte Flair                                         | TLC Tag Team match pour les WWE Women's Tag Team Championship    | 26:00 |
| La lettre C placée entre parenthèses désigne la personne ou l’équipe championne en titre. P – indique que le match a eu lieu lors du pré-show | |                                                                  |       |